# Архиепархия Себастополиса Абасгийского
Архиепархия Себастополиса Абасгийского (лат. Archidioecesis Sebastopolitana in Abasgia) — архиепархия Римско-Католической церкви с центром в городе Себастополис. Архиепархия существовала с 1318 года по 1445 год. Архиепархия Себастополиса Абасгийского входила в митрополию Сольтание. В настоящее время является титулярной.

## История
Себастополис, называемый по-гречески Диоскуриада (в настоящее время — Сухум, Абхазия) в средние века был центром римско-католической архиепархии Себастополиса Абасгийского. В средние века Себастополис был важным торговым центром, в котором проживали генуэзские торговцы. В городе также проживали католические миссионеры. По некоторым данным в 1288 году в Себастополисе проживали два францисканца, которые были здесь убиты греками. В то время территория современной Абхазии входила в состав грузинского царства, монарх которого присоединился к крестовому походу. Хорошее отношение грузинского монарха с западным миссионерам позволило доминиканцам построить в Себастополисе свой монастырь, который стал центром миссионерской деятельность Католической церкви на Кавказе. 1 апреля 1318 года Римский папа Иоанн XXIII издал буллу «Redemptor noster», которой учредил архиепархию в Себастополисе в составе митрополии Сольтание.
Существует письмо себастопольского епископа Пьера Жеро (Pierre Géraud) от 1330 года, в котором он обращается к английским священникам и описывает свою жизнь в Абасгии. В этом письме он описывает невольнический мусульманский рынок в Себастополисе, на котором продавались рабы-христиане и сожалеет, что не может вмешаться в существующий порядок. Благоскорнность грузинского царя позволила Пьеру Жеро построить в городе небольшую церковь и основать католическое кладбище, но местные греки, мусульмане и евреи, как он пишет, трижды разрушали этот храм.
В 1333 году архиепархия Себастополиса Абасгийского вошла в состав митрополии Босфора. Архиепархия просуществовала до 1445 года, когда в Турин возвратился последний архиепископ Георгий из Регибуса.
В настоящее время архиепархия Себастополиса Абасгийского является титулярной архиепархией Римско-Католической церкви.

## Ординарии архиепархии
- архиепископ Бернардо Моретти;
- архиепископ Пьер Жеро O.P.[1] (3.08.1329 — ?);
- архиепископ Роберт Гинтлешем(1388—1389);
- архиепископ Готбус;
- архиепископ Бертольд ди Роттвейл O.P.;
- архиепископ Николас Пассек O.P. (23.12.1401 — ?);
- архиепископ Джованни;
- архиепископ Паоло ди Каффа O.F.M. (22.07.1428 — ?);
- архиепископ Джованни;
- архиепископ Георгий из Регибуса O.F.M. (5.06.1450 — 1472);

## Титулярные архиепископы
- архиепископ Челестино Аннибале Каттанео O.F.M.Cap. (3.03.1936 — 15.02.1946);
- архиепископ Henri-Edouard Dutoit (23.04.1949 — 17.04.1953);
- архиепископ Luigi Cossio (12.08.1955 — 3.01.1956);
- архиепископ Джузеппе Паупини (2.02.1956 — 28.04.1969), назначен кардиналом.

## Источник
- Annuario Pontificio, Libreria Editrice Vaticana, Città del Vaticano, 2003, ISBN 88-209-7422-3
- Michel Lequien, Oriens christianus in quatuor Patriarchatus digestus Архивная копия от 9 ноября 2014 на Wayback Machine, Parigi 1740, Tomo I, coll. 1351—1352
- Jean Richard, La Papauté et les missions d’Orient au Moyen Âge (XIII—XV siècles), École Française de Rome, 1977, pp. 178—179
- Konrad Eubel, Hierarchia Catholica Medii Aevi, vol. 1 Архивная копия от 9 июля 2019 на Wayback Machine, p. 441; vol. 2 Архивная копия от 4 октября 2018 на Wayback Machine, p. 233